# Видеография Мадонны
Видеография американской певицы и автора-исполнительницы Мадонны включает 77 видеоклипов, 4 видеоальбома, 11 концертных видео, а также 4 видеосингла, 2 бокс-сета видеоклипов и 4 промосборника видеоклипов.

## Видеоальбомы
| Год  | Название                            | Детали | Описание |
| ---- | ----------------------------------- | --- | --- |
| 1984 | «Madonna»                           | - Дата выхода: ноябрь - Лейбл: Sire, Warner Bros., Warner Music Video - Формат: VHS, Laserdisc                             | - Содержит музыкальные клипы «Burning Up», «Lucky Star», «Borderline» и «Like a Virgin». Самая продаваемая музыкальная видеокассета 1985 года. Релиз получил дважды платиновую сертификацию RIAA за продажу 100 тыс. экземпляров в США. |
| 1990 | «The Immaculate Collection»         | - Дата выхода: ноябрь - Лейбл: Sire, Warner Bros., Warner-Reprise Video, Warner Music Vision - Формат: VHS, Laserdisc, DVD | - Видеоклипы с 1983 по 1990 год. Содержит «Lucky Star», «Borderline», «Like a Virgin», «Material Girl», «Papa Don’t Preach», «Open Your Heart», «La Isla Bonita», «Like a Prayer», «Express Yourself», «Cherish», «Oh Father», «Vogue» и живое выступление с последним на церемонии MTV Video Music Awards 1990 года. Получил трижды платиновый сертификат RIAA за 300 тыс. проданных копий. |
| 1999 | «The Video Collection 93:99»        | - Дата выхода: октябрь - Лейбл: Warner Bros., Warner-Reprise Video, Warner Music Vision - Формат: VHS, DVD, VCD            | - Видеоклипы с 1993 по 1999 год. Включает «Bad Girl», «Fever», «Rain», «Secret», «Take a Bow», «Bedtime Story», «Human Nature», «Love Don’t Live Here Anymore», «Frozen», «Ray of Light», «Drowned World», «Power of Goodbye», «Nothing Really Matters» и «Beautiful Stranger». Получил платиновую сертификацию RIAA за 100 тыс. проданных копий в США.                                      |
| 2009 | «Celebration: The Video Collection» | - Дата выхода: сентябрь - Лейбл: Warner Bros. - Формат: DVD                                                                | - DVD содержит 47 видеоклипов, был выпущен одновременно со сборником лучших хитов «Celebration». Получил платиновую сертификацию RIAA за продажу 100 тыс. экземпляров в США. |

## Видеоклипы
| Год  | Название (авторы песни) | Ссылка | Режиссёры                        |
| ---- | --- | ------ | -------------------------------- |
| 1982 | «Everybody» (Мадонна) |        | Эд Стейнберг                     |
| 1983 | «Burning Up» (Мадонна) |        | Стив Баррон                      |
| 1984 | «Borderline» (Регги Лукас) |        | Мари Ламберт                     |
| 1984 | «Lucky Star» (Мадонна) |        | Артур Пирсон                     |
| 1984 | «Like a Virgin» (Билли Стейнберг, Том Келли)                                                                                                 |        | Мэри Ламберт                     |
| 1985 | «Material Girl» (Питер Браун, Роберт Ранс)                                                                                                   |        | Мэри Ламберт                     |
| 1985 | «Crazy for You» (Джон Беттис, Йон Линд) |        | Гарольд Бекер                    |
| 1985 | «Into the Groove» (Мадонна, Стив Брэй) |        | Сьюзен Зейделман                 |
| 1985 | «Gambler» (Мадонна) |        | Гарольд Бекер                    |
| 1985 | «Dress You Up» (Андреа ЛаРуссо, Пегги Станцель)                                                                                              |        | Дэнни Кляйнман                   |
| 1986 | «Live to Tell» (Мадонна, Патрик Леонард) |        | Джеймс Фоули                     |
| 1986 | «Papa Don’t Preach» (Брайан Эллиотт, Мадонна)                                                                                                |        | Джеймс Фоули                     |
| 1986 | «True Blue» (Мадонна, Стив Брэй) |        | Джеймс Фоули                     |
| 1986 | «Open Your Heart» (Мадонна, Гарднер Коул, Питер Рафельсон)                                                                                   |        | Жан-Батист Мондино .             |
| 1987 | «La Isla Bonita» (Мадонна, Патрик Леонард, Брюс Гаитч)                                                                                       |        | Мэри Ламберт                     |
| 1987 | «Who’s That Girl» (Мадонна, Патрик Леонард)                                                                                                  |        | Питер Розенталь                  |
| 1989 | «Like a Prayer» (Мадонна, Патрик Леонард) |        | Мэри Ламберт                     |
| 1989 | «Express Yourself» (Мадонна, Стив Брэй) |        | Дэвид Финчер                     |
| 1989 | «Cherish» (Мадонна, Патрик Леонард) |        | Херб Ритц                        |
| 1989 | «Dear Jessie» (Мадонна, Патрик Леонард) |        | Дерей Хейс                       |
| 1989 | «Oh Father» (Мадонна, Патрик Леонард) |        | Дэвид Финчер                     |
| 1990 | «Vogue» (Мадонна, Шеп Петтибон) |        | Дэвид Финчер                     |
| 1990 | «Justify My Love» (Ленни Кравиц, Ингрид Чавез, Мадонна)                                                                                      |        | Жан-Батист Мондино               |
| 1992 | «This Used to Be My Playground» (Мадонна, Шеп Петтибон)                                                                                      |        | Алек Кешишян                     |
| 1992 | «Erotica» (Мадонна, Шеп Петтибон, Энтони Шимкин)                                                                                             |        | Фабьен Бэрон                     |
| 1992 | «Deeper and Deeper» (Мадонна, Шеп Петтибон, Энтони Шимкин)                                                                                   |        | Бобби Вудс                       |
| 1993 | «Bad Girl» (Мадонна, Шеп Петтибон, Энтони Шимкин)                                                                                            |        | Дэвид Финчер                     |
| 1993 | «Fever» (Эдди Кули, Этис Блэкуэлл, Пегги Ли)                                                                                                 |        | Стефань Седно                    |
| 1993 | «Rain» (Мадонна, Шеп Петтибон) |        | Марк Романек                     |
| 1994 | «I’ll Remember» (Мадонна, Патрик Леонард, Ричард Пейдж)                                                                                      |        | Алек Кешишян                     |
| 1994 | «Secret» (Мадонна, Даллас Остин, Шеп Петтибон)                                                                                               |        | Медоди МасДэниэл                 |
| 1994 | «Take a Bow» (Мадонна, Babyface) |        | Майкл Хаусман                    |
| 1995 | «Bedtime Story» (Бьорк, Нелли Хупер, Мариус де Фриз)                                                                                         |        | Марк Романек.                    |
| 1995 | «Human Nature» (Мадонна, Дэйв Холл, Шон Макензи, Кевин Макензи, Мило Диринг)                                                                 |        | Жан-Батист Мондино               |
| 1995 | «You’ll See» (Мадонна, Дэвид Фостер) |        | Майкл Хаусман                    |
| 1996 | «Love Don’t Live Here Anymore» (Майлз Грегори)                                                                                               |        | Жан-Батист Мондино               |
| 1996 | «You Must Love Me» (Тим Райс, Эндрю Ллойд Уэббер)                                                                                            |        | Алан Паркер                      |
| 1996 | «Don’t Cry for Me Argentina» (Тим Райс, Эндрю Ллойд Уэббер)                                                                                  |        | Алан Паркер                      |
| 1998 | «Frozen» (Мадонна, Патрик Леонард) |        | Крис Каннингем                   |
| 1998 | «Ray of Light» (Мадонна, Уильям Орбит, Клив Малдон, Дэйв Кёртис, Кристин Лич)                                                                |        | Йонас Акерлунд                   |
| 1998 | «Drowned World/Substitute for Love» (Мадонна, Уильям Орбит, Род Макуин, Анита Керр, Дэвид Коллинз)                                           |        | Уолтер Стерн                     |
| 1998 | «The Power of Good-Bye» (Мадонна, Рик Ноулз)                                                                                                 |        | Мэтью Ролстон                    |
| 1999 | «Nothing Really Matters» (Мадонна, Патрик Леонард)                                                                                           |        | Йохан Ренк                       |
| 1999 | «Beautiful Stranger» (Мадонна, Уильям Орбит)                                                                                                 |        | Брет Ратнер                      |
| 2000 | «American Pie» (Дон Маклин) |        | Филипп Штольц                    |
| 2000 | «Music» (Мадонна, Мирвэ Ахмадзи) |        | Йонас Акерлунд                   |
| 2000 | «Don’t Tell Me» (Мадонна, Мирвэ Ахмадзи, Джо Генри)                                                                                          |        | Жан-Батист Мондино               |
| 2001 | «What It Feels Like for a Girl» (Мадонна, Гай Сигворт, Дэвид Торн добавлен позже)                                                            |        | Гай Ричи                         |
| 2002 | «Die Another Day» (Мадонна, Мирвэ Ахмадзи)                                                                                                   |        | Traktor                          |
| 2003 | «American Life» (Мадонна, Мирвэ Ахмадзи) |        | Йонас Акерлунд                   |
| 2003 | «Hollywood» (Мадонна, Мирвэ Ахмадзи) |        | Жан-Батист Мондино               |
| 2003 | «Love Profusion» (Мадонна, Мирвэ Ахмадзи) |        | Люк Бессон                       |
| 2005 | «Hung Up» (Мадонна, Стюарт Прайс, Бенни Андерссон, Бьорн Ульвеус)                                                                            |        | Йохан Ренк                       |
| 2006 | «Sorry» (Мадонна, Стюарт Прайс) |        | Джейми Кинг                      |
| 2006 | «Get Together» (Мадонна, Андерс Багге, Пер Астрем, Стюарт Прайс')                                                                            |        | Logan                            |
| 2006 | «Jump» (Мадонна, Стюарт Прайс, Джо Генри) |        | Йонас Акерлунд, Бретт Капсид     |
| 2008 | «4 Minutes»(featuring Justin Timberlake and Timbaland) (Мадонна, Тим Мосли, Джастин Тимберлейк, Нэйт Хиллс)                                  |        | Йонас и Франсуа                  |
| 2008 | «Give It 2 Me» (Мадонна, Фаррелл Уильямс) |        | Том Монро,Натан Риссман          |
| 2008 | «Miles Away» (Мадонна, Тим Мосли, Джастин Тимберлейк, Нэйт Хиллс)                                                                            |        | Натан Риссман                    |
| 2009 | «Celebration» (Мадонна, Пол Окенфольд, Йан Грин, Сьяран Гриббин)                                                                             |        | Йонас Акерлунд                   |
| 2012 | «Give Me All Your Luvin'» (featuring Nicki Minaj and M.I.A.) (Мадонна, Мартин Сольвейг, Оника Мараж, Матханги Арулпрагасам, Майкл Торджман)  |        | Megaforce                        |
| 2012 | «Girl Gone Wild» (Мадонна, Дженсон Вонн, Алле Бенасси, Бенни Бенасси)                                                                        |        | Мерт и Маркус                    |
| 2012 | «Turn Up the Radio» (Мадонна, Мартин Сольвейг, Майкл Торджман, Джейд Уильямс)                                                                |        | Том Монро                        |
| 2015 | «Living for Love» (Мадонна, Томас Уэсли Пенц, Морин Макдональд, Тоби Гэд и Ариэл Ресхайд)                                                    |        | J.A.C.K.                         |
| 2015 | «Ghosttown» (Мадонна, Джейсон Эвиган, Эван Богарт и Шон Дуглас)                                                                              |        | Йонас Акерлунд                   |
| 2015 | «Bitch I’m Madonna» (Мадонна, Томас Уэсли Пенц, Морин Макдональд, Тоби Гэд, Ариэл Ресхайд, Оника Мараж, Сэмюэль Лонг)                        |        | Йонас Акерлунд                   |
| 2019 | «Medellín» (Мадонна, Малума Лондоно, Мирвэ Ахмадзай, Эдгар Баррера)                                                                          |        | Диана Кунст, Мау Морго           |
| 2019 | «Crave» (Мадонна, Халиф Малик ибн Шаман Браун, Бриттани Талия Хаззард)                                                                       |        | Нуно Зико                        |
| 2019 | «Dark Ballet» (Мадонна, Мирвэ Ахмадзай) |        | Эммануэль Адье                   |
| 2019 | «I Rise» (Мадонна, Бриттани Талия Хазард, Джейсон Эвиган)                                                                                    |        | Питер Маткивски                  |
| 2019 | «God Control» (Мадонна, Мирвэ Ахмадзай) |        | Йонас Акерлунд                   |
| 2019 | «Batuka» (Мадонна, Дэвид Банда, Мирвэ Ахмадзай)                                                                                              |        | Эммануэль Адье                   |
| 2022 | «Frozen» (Vs Sickick) (Fireboy DML Remix) (Мадонна, Патрик Леонард)                                                                          |        | Рикардо Гомез                    |
| 2022 | «Frozen» (Vs Sickick) (featuring 070 Shake) (Мадонна, Патрик Леонард)                                                                        |        | Райан Дрейк, Рикардо Гомез       |
| 2022 | «Frozen on Fire» (Vs Sickick) (Мадонна, Патрик Леонард)                                                                                      |        | Райан Дрейк, Рикардо Гомез       |
| 2022 | «Hung Up on Tokischa» (featuring Tokischa) (Мадонна, Стюарт Прайс, Бенни Андерссон, Бьорн Ульвеус)                                           |        | Sasha Kasiuha/SKNX               |
| 2024 | «Popular» (Weeknd, Playboi Carti и Мадонна) (Эйбел Тесфайе, Джон Флиппин, Джордан Картер, Лиланд Уэйн, Майк Дин, Майкл Уолкер, Сэм Левинсон) |        | Pasqual Gutierrez, R. J. Sanchez |

### Камео
| Год  | Название         | Исполнитель (описание) | Ссылка | Режиссёры   |
| ---- | ---------------- | --- | ------ | ----------- |
| 2018 | «God Is a Woman» | Ариана Гранде (с закадровым монологом Мадонны, повторяющим монолог Сэмюэла Л. Джексона из фильма «Криминальное чтиво», но в женском роде) |        | Дейв Мейерс |
| 2021 | «Gang Signs»     | Snoop Dog |        | 4 rAx       |

## Бокс-сеты видеоклипов
| Год  | Название                  | Детали | Описание |
| ---- | ------------------------- | --- | --- |
| 2000 | «The Ultimate Collection» | - Дата выхода: сентябрь - Лейбл: Warner Bros., Warner-Reprise Video, Warner Music Vision - Формат: VHS, DVD | - Выпущенный только для Великобритании бокс-сет включает видеоколлекции «The Immaculate Collection» и «The Video Collection 93:99». Вышел на VHS и DVD.                |
| 2000 | «The Madonna Collection»  | - Дата выхода: сентябрь - Лейбл: Warner Bros., Warner-Reprise Video, Warner Music Vision - Формат: VHS      | - Сборник видеокассет VHS только для Великобритании включает видео и туры «Live — The Virgin Tour», «The Immaculate Collection» и «The Girlie Show — Live Down Under». |

## Промосборники видеоклипов
| Год  | Название           | Детали                                                                                               | Описание |
| ---- | ------------------ | --- | --- |
| 1987 | «It’s That Girl»   | - Дата выхода: сентябрь - Лейбл: Sire, Warner Bros., WEA Records UK Ltd. - Формат: VHS, аудиокассета | - Изданный только в Соединённом Королевстве 14-трековой промосборник «в память о мировом турне 1987 года», изданный лейблом WEA Records UK и распространённый по магазинам. Содержит видеоклипы: «Holiday» (выступление 1984 года на телепередаче «Top of the Pops»), «Lucky Star», «Like a Virgin», «Material Girl», «Into the Groove», «Angel», «Dress You Up» (Live), «Borderline», «Live to Tell» (оригинальная версия со сценой стрельбы), «Papa Don’t Preach», «True Blue» (ремикс), «Open Your Heart» (ремикс), «La Isla Bonita» (ремикс) и «Who’s That Girl». |
| 1990 | «She’s Breathless» | - Дата выхода: июль - Лейбл: Sire, Warner Bros., WEA Records UK Ltd. - Формат: VHS, аудиокассета     | - Выпущенный только для Соединённого Королевства 18-трековый сборник в поддержку тура 1990 года Blond Ambition World Tour, создан на лейбле WEA Records UK для продажи в музыкальных магазинах. Содержит музыкальные видеоклипы: «Like a Virgin», «Material Girl», «Into the Groove», «Angel», «Dress You Up» (Live), «Borderline» (Edit), «Live to Tell» (Edit without gun-scene), «Papa Don’t Preach», «True Blue», «Open Your Heart» (Remix), «La Isla Bonita» (Remix), «Who’s That Girl», «Causing a Commotion» (версия концерта Ciao, Italia! — Live from Italy), «Like a Prayer», «Express Yourself», «Cherish», «Dear Jessie» and «Vogue». Также была выпудена 20-трековая версия на аудиокассете. |
| 1999 | «Rays of Light»    | - Дата выхода: 1999 - Лейбл: Maverick, Warner Bros., Warner Music UK Ltd. - Формат: VHS              | - Выпущенный только для продаж в Соединённом Королевстве сборник включает все видеоклипы к синглам с альбома «Ray of Light». Все пять клипов позже вошли в сборник 1999 года «The Video Collection 93:99». |
| 2001 | «GHV2»             | - Дата выхода: ноябрь - Лейбл: Maverick, Warner Bros., Warner Music UK Ltd. - Формат: VHS            | - Изданный только для Соединённого королевства видеоклип «Music» (Dan-O-Rama Remix), приурочен ко сборнику лучших хитов «GHV2». Обложка напоминает о первоначальном названии сборника, «Greatest Hits — The Second Coming». |

## Видеосинглы
| Год  | Название                        | Детали                                                                                           | Описание |
| ---- | ------------------------------- | ------------------------------------------------------------------------------------------------ | --- |
| 1990 | «Justify My Love»               | - Дата выхода: декабрь 1990 - Лейбл: Warner Reprise Video, Warner Music Vision - Формат: VHS     | - Видеоклип «Justify My Love» и выступление «Vogue» с церемонии MTV Video Music Awards 1990 года. Сингл стал четырежды платиновым по версии RIAA с продажами 400 тыс. экземпляров. Всего было продано 440 тыс. экземпляров и это самый продаваемый видеосингл всех времён. |
| 1998 | «Ray of Light»                  | - Дата выхода: июнь 1998 - Лейбл: Warner Reprise Video, Warner Music Vision - Формат: VHS        | - Особое ограниченное издание (англ. Special Limited Edition) видеоклипа-сингла «Ray of Light». За первую неделю было продано 7,381 экземпляров. |
| 2000 | «Music»                         | - Дата выхода: сентябрь 2000 - Лейбл: Warner Reprise Video, Warner Music Vision - Формат: DVD    | - Видеоклип-сингл «Music». Стал золотым как по версии RIAA, так и по версии BPI за 25 тыс. проданных экземпляров. |
| 2001 | «What It Feels Like for a Girl» | - Дата выхода: апрель 2001 - Лейбл: Warner Reprise Video, Warner Music Vision - Формат: VHS, DVD | - Видеоклип-сингл «What It Feels Like for a Girl». |

## Концертные видео
| Год  | Название                           | Детали | Описание |
| ---- | ---------------------------------- | --- | --- |
| 1985 | «Madonna Live: The Virgin Tour»    | - Дата выхода: ноябрь - Студия: Boy Toy, Inc. - Лейбл: Sire, Warner Bros., Warner Music Video - Формат: VHS, Laserdisc                                               | - Содержит запись концертного турне 1985 года The Virgin Tour в Детройте, штат Мичиган, первого американского тура певицы в поддержку второго альбома «Like a Virgin». Получил статус дважды платинового от RIAA за 200 тыс. проданных экземпляров в США.                                                                                     |
| 1987 | «Who’s That Girl: Live in Japan»   | - Дата выхода: июнь - Студия: Boy Toy, Inc. - Лейбл: Sire, Warner-Pioneer Japan, Warner-Reprise Video - Формат: VHS, Laserdisc                                       | - Содержит запись одноимённой телетрансляции, сделанную во время Who's That Girl World Tour в Токио в 1987 году. Издание было выпущено только в Японии и использовалось в промокампании Mitsubishi Electronics. В то же время Мадонна снялась в нескольких рекламных роликах этой кампании, которые демонстрировались также только в Японии.  |
| 1988 | «Ciao Italia: Live from Italy»     | - Дата выхода: июнь - Студия: Boy Toy, Inc. - Лейбл: Sire, Warner Bros., Warner-Reprise Video - Формат: VHS, Laserdisc, DVD, VCD                                     | - Содержит запись Who's That Girl World Tour, сделанную в Италии в 1987 году и изначально ставшую телетрансляцией под названием «Madonna in Concerto». Видео получило дважды платиновый статус RIAA за продажу 200 тыс. экземпляров издания. В титрах название обозначено как «Madonna: Ciao, Italia! Live from Italy».                       |
| 1990 | «Blond Ambition: Japan Tour 90»    | - Дата выхода: июль - Студия: Music Guide, Inc. - Лейбл: Sire, Warner Bros., Warner-Pioneer Japan - Формат: VHS, Laserdisc                                           | - Содержит запись телетрансляции с Blond Ambition World Tour из Йокогамы (Япония), сделанную в 1990 году. Трансляция и релиз были произведены только в Японии. |
| 1990 | «Blond Ambition World Tour Live»   | - Дата выхода: декабрь - Студия: Boy Toy, Inc. - Лейбл: Pioneer Artists - Формат: Laserdisc                                                                          | - Содержит HBO special под названием «Live! Madonna: Blond Ambition World Tour 90». Снят во французской Ницце в августе 1990 года и был эксклюзивно выпущен в формате Laserdisc компанией Pioneer Electronics, спонсоров Blond Ambition World Tour.                                                                                           |
| 1994 | «The Girlie Show: Live Down Under» | - Дата выхода: апрель - Студия: Music Tours, Inc. - Лейбл: Maverick, Sire, Warner Bros., Warner-Reprise Video, Warner Music Video - Формат: VHS, DVD, Laserdisc, VCD | - Содержит запись телеканала HBO «Madonna Live Down Under: The Girlie Show» сделанную в Sydney Cricket Ground в 1993 году во время тура The Girlie Show World Tour. Релиз получил золотой сертификат RIAA за продажу 50 тыс. экземпляров в США.                                                                                               |
| 2001 | «Drowned World Tour 2001»          | - Дата выхода: ноябрь - Студия: Cream Cheese Films, Tadpole Films - Лейбл: Maverick, Warner Bros., Warner Music Vision, Warner-Reprise Video - Формат: VHS, DVD, VCD | - Содержит видеотрансляцию HBO под названием «Madonna: Live! Drowned World Tour 2001», сделанную в зале The Palace of Auburn Hills в Детройте во время турне «Drowned World Tour» в августе 2001 года. DVD-релиз включает фото-галерею и тексты песен в виде субтитров. Получил платиновый статус RIAA за продажу 100 тыс. экземпляров в США. |
| 2007 | «The Confessions Tour»             | - Дата выхода: январь - Студия: Semtex Films - Лейбл: Warner Bros., Warner Music Vision - Формат: CD, DVD                                                            | - Содержит запись турне Confessions Tour 2006 года из Лондона. Дебютировал на 15 месте альбомного чарта Billboard 200 2 февраля 2007 года. DVD-релиз содержит бонус в виде закулисных фрагментов тура под названием «Confessions on a Dancefloor: Behind the Scenes».                                                                         |
| 2010 | «Sticky & Sweet Tour»              | - Дата выхода: март - Студия: Semtex Films - Лейбл: Warner Bros., Live Nation - Формат: CD, DVD, Blu-ray                                                             | - Содержит запись Sticky & Sweet Tour, сделанную на стадионе «Ривер-Плейт» в Буэнос-Айреса в декабре 2008 года. Дебютировал на 10-м месте «Billboard» 200, став для Мадонны девятнадцатым топ-10 альбомом. |
| 2013 | «MDNA World Tour»                  | - Дата выхода: сентябрь - Студия: Semtex Films - Лейбл: Live Nation, Interscope - Формат: 2CD, DVD, DVD+2CD, Blu-ray, ЦД                                             | - Содержит запись телеканала Epix, показанную 22 июня 2013 года. Включает нарезку концертов тура, прошедших 19-20 ноября 2012 года на арене American Airlines Arena в Майами, но также включены моменты, снятые во время других дат Концерт режиссировали Дэнни Тул и Стефани Сенуар, продюсирование Мадонны..                                |
| 2017 | «Rebel Heart Tour»                 | - Дата выхода: сентябрь - Студия: Semtex Films - Лейбл: Eagle Vision - Формат: 2CD, DVD, DVD+2CD, Blu-ray, ЦД                                                        | - Содержит нарезку концертов тура 2015—2016 годов Rebel Heart Tour. |